# Assaki (kommun i Marocko)
Assaki (franska: Assaki (CR), Assaki (Commune Rurale), arabiska: اسايس) är en kommun i Marocko.   Den ligger i provinsen Taroudannt och regionen Souss-Massa, i den centrala delen av landet, 400 km söder om huvudstaden Rabat. Antalet invånare är 8 230.